# Авария A319 в Чунцине
Авария A319 в Чунцине — авиационная авария, произошедшая 12 мая 2022 года. Авиалайнер Airbus A319-115 авиакомпании Tibet Airlines выполнял внутренний рейс TV9833 по маршруту Чунцин—Ньингчи, но при разбеге по взлётно-посадочной полосе пилоты приняли решение прервать взлет, вследствие чего лайнер выкатился за её пределы и загорелся. На борту самолёта находились 122 человека (113 пассажира и 9 членов экипажа), все они эвакуированы, также сообщается о 36 раненых.

## Самолёт
Airbus A319-115 (серийный номер 5157, бортовой номер B-6425) был выпущен в 2012 году на заводе «Airbus» в китайском городе Тяньцзинь, первый полёт был совершён 12 ноября 2012 года с тестовым бортовым номером B-507L, а 23 ноября 2012 года был передан в авиакомпанию Tibet Airlines. Оснащён двумя турбовентиляторными двигателями CFM56-5B7/3. В декабре 2018 года на оба крыла самолёта были установлены шарклеты.
В авиакомпании заявили, что лайнер не подлежит ремонту и будет списан.

## Хронология событий
По предварительным данным на взлёте самолёт отклонился от взлётно-посадочной полосы, в результате чего оба двигателя (впоследствии загорелись) и шасси отделились. После полной остановки у лайнера воспламенился левый двигатель и впоследствии пожар перешёл на фюзеляж, кадры попали на видео очевидцев. Обломки были разбросаны в радиусе более одного километра.
По данным Управления гражданской авиации Китая (CAAC), пилоты рейса TV9833, который должен был вылететь вскоре после 8 утра по местному времени в четверг, прервали взлёт, заметив аномалию. Согласно отчёту, это вызвало «царапину» двигателя и последующий пожар, когда самолёт отклонился от взлётно-посадочной полосы.
По словам пассажира, которого китайские СМИ назвали мистером А, произошла сильная тряска, и кислородные маски были спущены, прежде чем самолёт издал необычный звук и отклонился от взлётно-посадочной полосы. Г-н А заявил, что члены экипажа заметили разлив топлива и масла и начали эвакуацию пассажиров по спусковым надувным трапам. Он добавил, что быстро вспыхнул пожар, вынудивший некоторых пассажиров, в том числе его самого, выпрыгнуть из самолёта, и что он ранил спину и ноги. Причина неисправности и последующего пожара в международном аэропорту Чунцин Цзянбэй сегодня (12.05.22) утром остаётся неизвестной. Аэропорт является 128-часовым транзитным безвизовым аэропортом для иностранцев из многих стран.

## Реакция и последствия
- Спустя два часа после инцидента авиакомпания Tibet Airlines заявила следующее: «Экипаж заметил аномалию во время взлёта и прервал полёт. Затем самолёт вылетел за пределы взлётно-посадочной полосы. На борту находилось 113 пассажиров и 9 членов экипажа. Все эвакуированы. Некоторые получили лёгкие травмы».
- В результате аварии взлётная полоса 03/21 аэропорта Чунцин-Цзянбэй была закрыта в течение нескольких часов, что стало причиной задержки некоторых рейсов.

## Расследование
Спустя 30 минут после ликвидации аварии были изъяты бортовые самописцы для выяснения причин аварии.
Управление гражданской авиации Китая (CAAC) заявило, что начало расследование на месте происшествия и разработало планы действий в чрезвычайных ситуациях в ответ на инцидент.
В компании «Airbus» заявили, что в курсе событий и готовы помочь с расследованием.